# Kristián Vallo
Kristián Vallo (sinh 2 tháng 6 năm 1998) là một cầu thủ bóng đá Slovakia hiện tại thi đấu cho câu lạc bộ Fortuna Liga MŠK Žilina ở vị trí hậu vệ phải.

## Sự nghiệp câu lạc bộ

### MŠK Žilina
Anh ra mắt tại Fortuna Liga cho MŠK Žilina trước MFK Zemplín Michalovce ngày 4 tháng 3 năm 2016.